# Mistrzostwa Europy w rugby 7 mężczyzn
Mistrzostwa Europy w rugby 7 mężczyzn – oficjalny międzynarodowy turniej rugby 7 o zasięgu kontynentalnym, organizowany przez Rugby Europe cyklicznie od 2002 roku mający na celu wyłonienie najlepszej męskiej reprezentacji narodowej w tej dyscyplinie sportu w Europie. W imprezie mogą brać udział wyłącznie reprezentacje państw, których krajowe związki rugby są oficjalnymi członkami Rugby Europe.
Stanowi także część kwalifikacji do Pucharu Świata i letnich igrzysk olimpijskich.

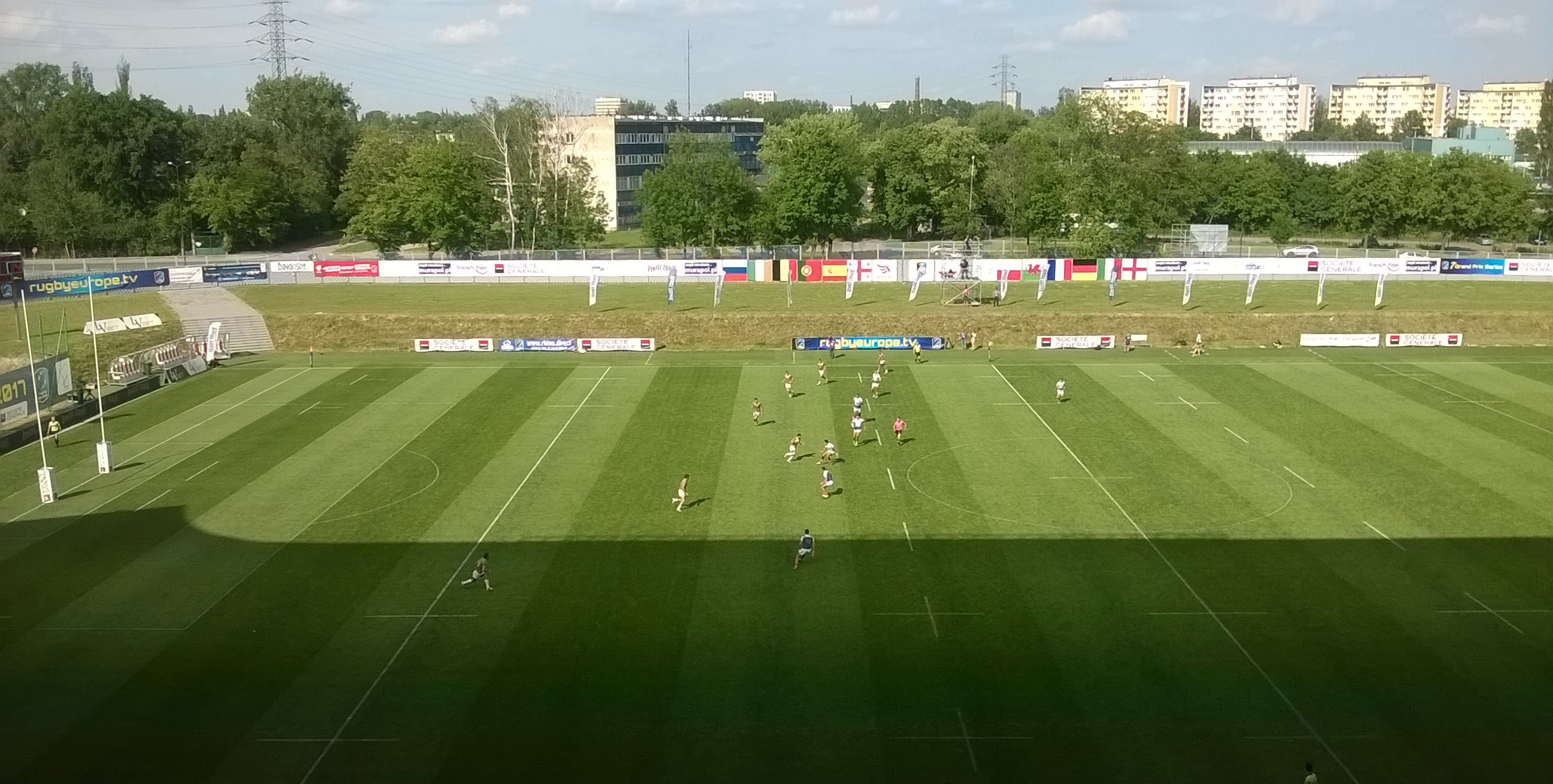
Mecz o 7. miejsce pomiędzy Francją a Gruzją. 11 czerwca 2017 na Stadionie ŁKS w Łodzi.

## Zwycięzcy
| Edycja | Miejsce           | Zwycięzca  | Źródło |
| ------ | ----------------- | ---------- | ------ |
| 2002   | Heidelberg        | Portugalia |        |
| 2003   | Heidelberg        | Portugalia |        |
| 2004   | Palma de Mallorca | Portugalia |        |
| 2005   | Moskwa            | Portugalia |        |
| 2006   | Moskwa            | Portugalia |        |
| 2007   | Moskwa            | Rosja      |        |
| 2008   | Hanower           | Portugalia |        |
| 2009   | Hanower           | Rosja      |        |
| 2010   | Moskwa            | Portugalia |        |
| 2011   | cztery rundy      | Portugalia |        |
| 2012   | trzy rundy        | Anglia     |        |
| 2013   | dwie rundy        | Anglia     |        |
| 2014   | cztery rundy      | Francja    |        |
| 2015   | trzy rundy        | Francja    |        |
| 2016   | trzy rundy        | Rosja      |        |
| 2017   | cztery rundy      | Rosja      |        |
| 2018   | cztery rundy      | Irlandia   |        |
| 2019   | dwie rundy        | Niemcy     |        |
| 2021   | dwie rundy        | Hiszpania  |        |
| 2022   | dwie rundy        | Hiszpania  |        |
| 2023   | dwie rundy        | Irlandia   |        |
| 2024   | dwie rundy        | Francja    |        |
| 2025   | dwie rundy        | Francja    |        |